# يو إف سي على فوكس: ألفاريز ضد بورييه 2
يو إف سي على فوكس: ألفاريز ضد بورييه 2 (بالإنجليزية: UFC on Fox: Alvarez vs. Poirier 2)‏ هو حدث لفنون القتال المختلطة نظمته يو إف سي، أُقيم في 28 يوليو 2018، على سكوتيابنك سادلدوم في كالغاري، ألبرتا، كندا.